# بو رالف
بو رون انجمار رالف (مواليد 4 أكتوبر 1945 في غوتنبرغ) (بالسويدية: Bo Rune Ingemar Ralph) هو لغوي سويدي، عضو في الأكاديمية السويدية، وأستاذ اللغات الشمالية في قسم اللغة السويدية في جامعة غوتنبرغ. تم انتخابه في الأكاديمية السويدية في 15 أبريل 1999 وقُبل في 20 ديسمبر 1999.
وهو عضو في الأكاديمية النرويجية للعلوم والآداب.

## روابط خارجية
- Svenska Akademiens presentation